# ISO 3166-2:FO

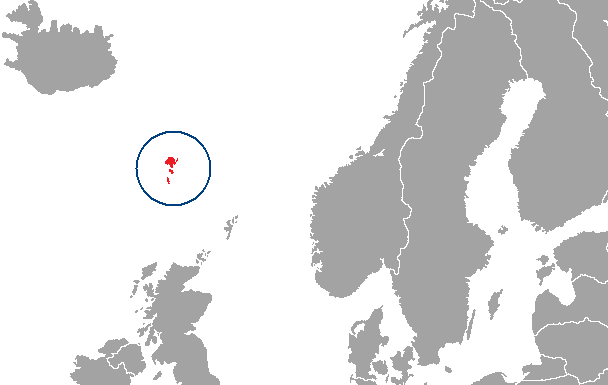
Localisation des Îles Féroé.

ISO 3166-2:FO est l'entrée pour les Îles Féroé dans l'ISO 3166-2, qui fait partie du standard ISO 3166, publié par l'Organisation internationale de normalisation (ISO), et qui définit des codes pour les noms des principales administration territoriales (e.g. provinces ou États fédérés) pour tous les pays ayant un code ISO 3166-1.
Le territoire est un pays constitutif du Royaume du Danemark, avec le Danemark et le Groenland (ce dernier possèdent également son propre codet de premier niveau).
Actuellement aucun code ISO 3166-2 n'est défini pour les Îles Féroé.

## Historique
Historique des changements
- 26 novembre 2018 : Modification de la remarque, partie 2